# 卡斯報告

卡斯報告的 Logo

兒童與青少年性別認同服務的獨立報告（英語：Independent Review of Gender Identity Services for Children and Young People），常稱為卡斯報告（英語：Cass Review），是英國國民保健署和英國國民保健改善部委託退休兒科顧問醫生、英國皇家兒科與兒童健康學院前主席希拉蕊·卡斯做出的報告。
該審查報告針對英國兒童與青少年提供的性別服務，包括處理兒童性別不安及跨性別的個案。
卡斯最終報告於2024年4月10日發布，獲得保守党和工党認可。該報告促使英國政府下令除臨床實驗外，醫療院所往後不得開立青春期阻斷劑給18歲以下的性別不安患者。塔維斯托克和波曼信託基金的性別認同發展服務於2024年3月關閉，並於4月由兩個新服務取代，這兩個新機構計劃作為八個區域中心的首批單位。8月時，政府修訂了患者轉診至性别诊所的相關規定，並委托审查成人服务。9月，蘇格蘭政府接受了蘇格蘭國民保健署有關如何有效應用卡司報告的研究。英國針對青春期阻滯劑的延遲臨床試驗計劃於2025年初啟動。

## 背景

2009/2010年至 2019/2020 年期间，每個年度按生理性別转诊至性別認同發展服務的人数。

英國國民保健署於2020年9月委託進行卡司報告，彼時性別認同發展服務轉診量大幅增加，且服務模式逐漸從社會心理、心理治療變為包含了荷爾蒙治療。英國皇家兒科與兒童健康學院前院长希拉蕊·卡斯受委託進行審查，旨在改善兒少性别認同服務。
卡斯最终報告指出，該報告的出現出於以下問題：每位患者近兩年的冗長等待、指數增長的兒少跨性別醫療個案、趨於早期的醫療處理，以及對現行醫療是否為合理治療的擔憂。

## 方法論
卡斯報告委托多項獨立的系統性文獻回顧，研究有性別認同问题（包括性別不安）的兒童和少年的不同医疗保健服務。 该系統性文獻回顧由约克大学评价与传播中心进行，该中心是由英国国家健康与护理研究所资助，旨在为國民保健署提供服務。 
系統性文獻回顧涵盖的主题包括： 
- 接受专门性别服务机构治疗的儿童和青少年的特征[15]
- 社會轉換对儿童和青少年性别的影響[16]
- 為性别不安或性别不一致的儿童和青少年提供心理社会支持干预[17]
- 针对性别不安或性别不一致的青少年，以青春期阻斷劑抑制其青春期進程 [18]
- 针对患有性别焦虑症或性别不一致的青少年，进行男性化和女性化的激素干预（跨性别賀爾蒙治療） [19]
- 转诊至专门性别服务机构的儿童和青少年的护理途径[20]
- 针对患有性别不安或性别不一致的儿童和青少年的临床指南[21] [22]

在系統性文獻回顧中因無盲法試驗对照，故採用混合方法评估工具和紐卡斯爾-渥太華量表的改良版本等工具来评估现有研究的品質。系統性文獻回顧采用統合分析，結合多项研究之结果，为报告的调查结果和建议提供参考。
報告顯示，该计划包括对有性别不安的年轻人及其健康狀況进行質性和定量研究，与服务用户和家长进行聆听会议和焦点小组讨论，与倡导团体举行会议，并收集有关患者生活经历的现有证据。 

## 中期報告

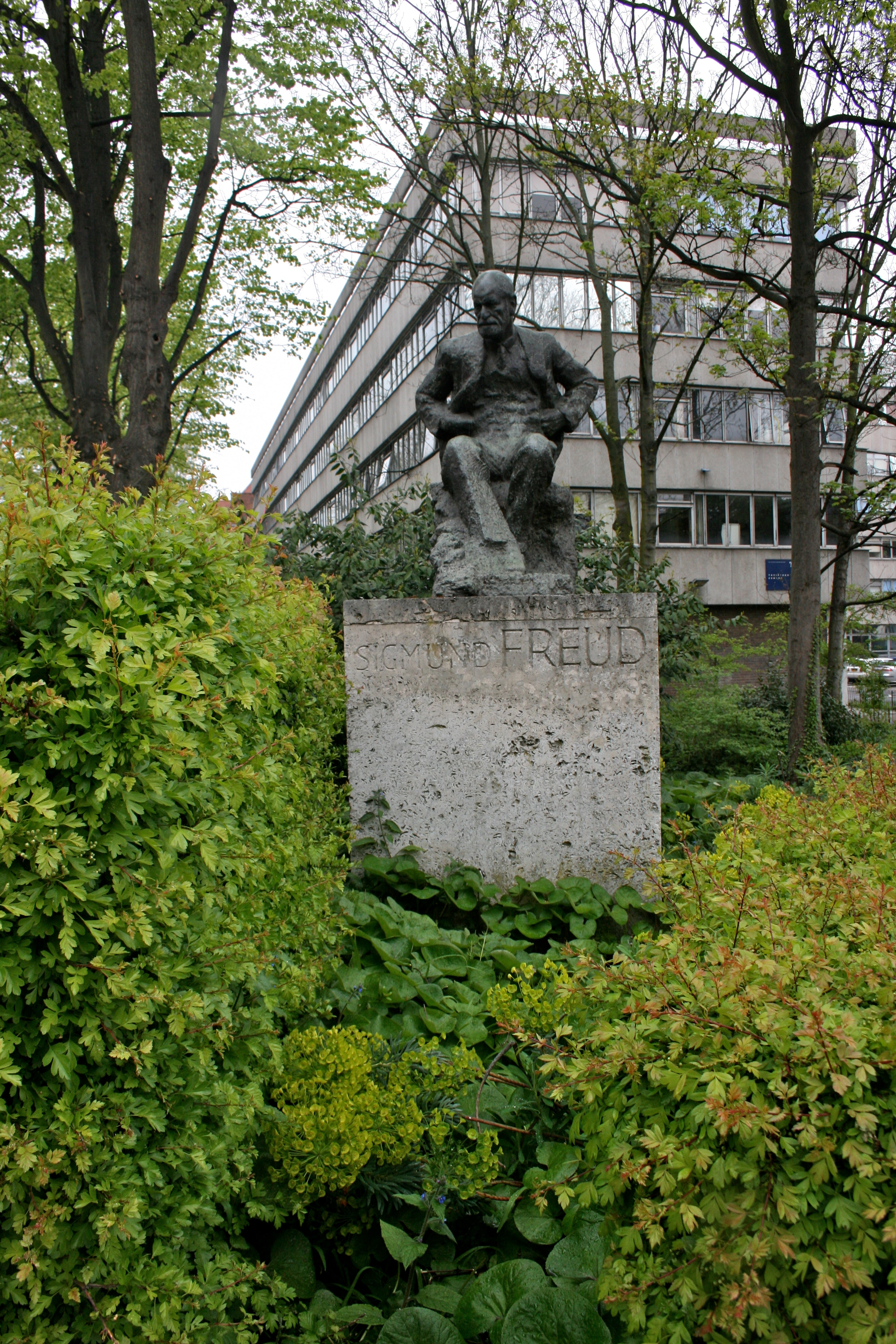
塔維斯托克和波曼信託基金前弗洛伊德的雕像

卡斯中期報告在2022年3月发布。報告中稱，轉診數增加导致工作人员不堪負荷，建议建立区域中心网络，以提供年轻人護理、支持。針對性別認同發展服務，報告稱其采用的临床治療並未受到一般新勞法應有的管制與約束 ，也对其缺乏数据收集表達担忧。虽然性別認同發展服務最初遵循「荷蘭模式」（指1990年代首個使用青春期阻斷劑的荷蘭醫師之指示），但中期報告表示，現今的方法和過去有著显著差異。當中差異包括：出現共病的儿童未得到足够心理支持、開立青春期阻斷劑青春期阻斷劑内分泌醫師没有参加跨學科会议，且青少年使用青春期阻斷劑时，並沒有增加会议召開的频率。 
中期报告进一步指出，一般科醫師和替其他非性别、性别不明儿童服务的工作人员因為需對自身性別感到疑惑的兒童採取不加質疑的肯定態度而感到壓力，這種態度可能忽略了心理健康狀況不佳等問題。塔維斯托克和波曼信託基金表示“尊重某人的自我認同并不妨礙探索”、“我们同意基於现有的最佳证据下應有全面支持，且不应对任何兒少的结果做出任何假设。” 
中期报告称，青春期阻斷剂的使用证据不足。英國國家健康與照顧卓越研究院进行了一次公众咨询，并进一步审查证据，结果显示“目前没有足够的证据支持青春期抑制賀爾蒙的安全性或临床有效性，無法使該治療常規提供”。因此，英國國民保健署停止向儿童开立青春期阻斷剂。
2022年4月，衛生與社會服務大臣薩吉德·賈偉德告诉國會，该领域的服务过于肯定和狭隘，近乎意识形态。 
2022年11月，世界跨性別健康專業協會与其地区分會发表共同声明，批评英國國民保健署基于中期报告制定的临时服务规范。聲明對報告中的若干觀點表示異議，包括病理化性别多样性、对跨性别者本质做出过时的假设、忽視相關領域的新證據、以及對日常事項獲得性別肯定護理的權利，提出「不可接受的程度的醫療和國家干預」。聲明稱，以「探索性治疗」为幌子拒绝性别肯認治疗，無異於另一種形式的迴轉治療。

## 最終報告
卡斯最终報告于2024年4月10日发布。它包括约克大学进行的几项科学文献回顧，當中涵盖患者組成、醫療途径、国际準則、社會轉換、青春期阻斷剂和賀爾蒙治疗。 

### 調查結果

#### 研究缺乏

有關青少年青春期阻斷剂和性别肯認賀爾蒙疗法的研究品質表。

报告中指出，有關春期阻斷剂和男性化/女性化激素使用的證據基礎已顯薄弱，且在檢視超過100份潛在證據後仍缺乏高品質的證據。 

#### 轉診量增加

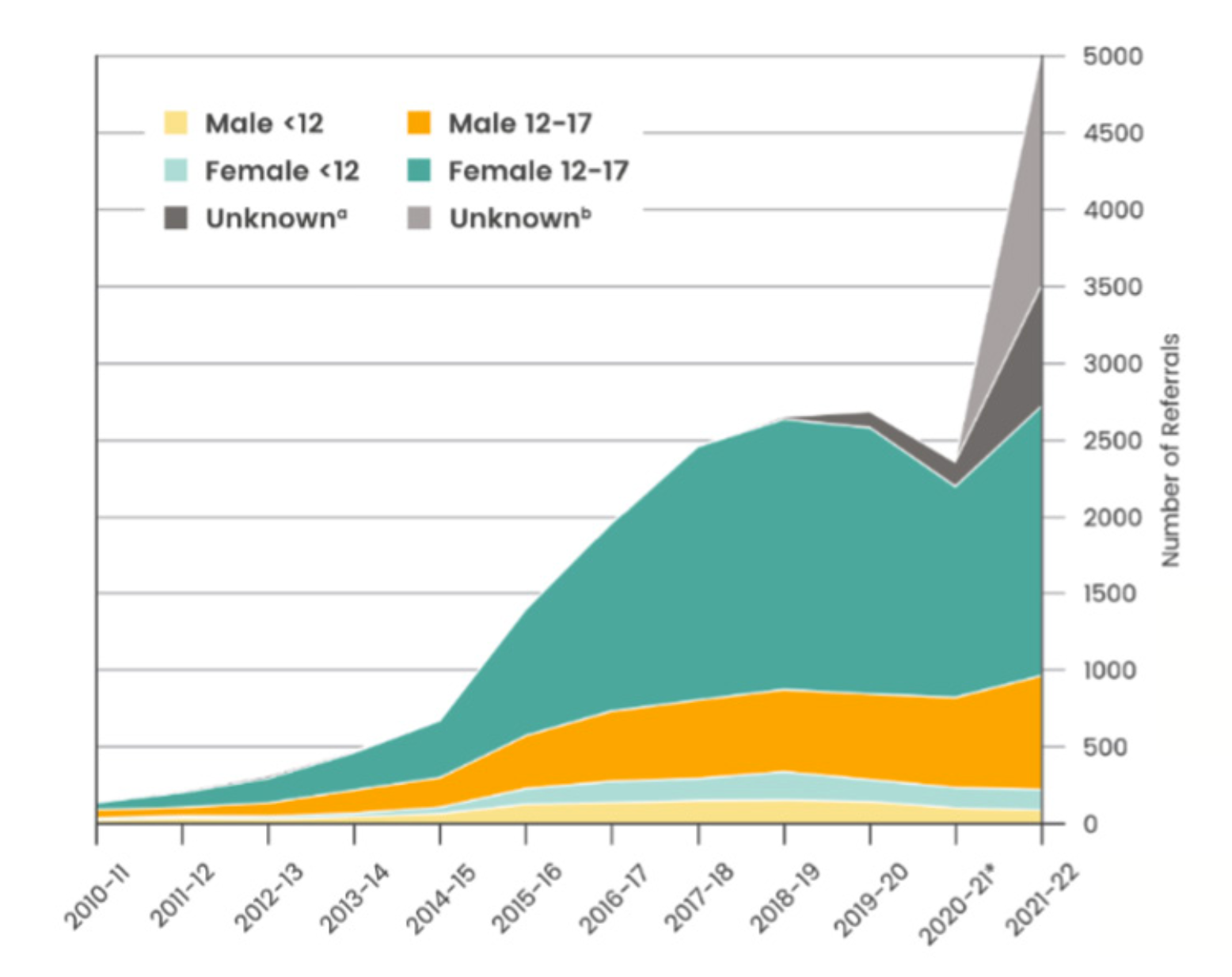
英国兒少性別不安轉診統計圖

卡司報告中並未找到明確的原因以解釋兒童性別不安數量逐年增加，但報告中指出該現象普遍被認為是由生物、心理等多重因素造成。報告中提出的因素包括醫療介入門檻降低、社群媒体的影響、受虐經驗、得知性別不安的資訊、對自身性取向的掙扎，與過早接觸網路色情等。報告認為，對跨性別身份接受度的提升不足以解釋病例數量的增加。

#### 社會轉換
系統性文獻回顧使用改良版紐卡斯爾-渥太華量表评估11位未成年人社會轉換的结果，並认为其中9项研究品質低落、2 项研究品質普通。報告稱，沒有足夠的證據來評估兒童期的社會轉換對心理健康是否有正面或負面的影響，並且對青少年階段的有效性也僅有薄弱證據支持。研究还表示，家長以基於生理性別的抚养方式可能会影响性别认同，并假设早期的社会转換可能会改变儿童性别认同的发展。 

#### 青春期阻斷劑
报告称，抑制早期青春期的证据和原理仍不清楚，对认知和性心理发展的影响尚不清楚。一项文獻回顧使用改良版紐卡斯爾-渥太華量表檢視50项有關青春期阻斷剂的研究，结果认为仅1项研究品質高、25项研究品質中等，另24项研究品質差。報告總結稱，缺乏证据表示無法對性別不安與心理健康的影響做出結論，但報告發現了治療期間骨骼受到損害的證據。
报告不同意青春期阻斷剂为青少年患者提供“思考时间”的想法，因为研究发现几乎所有服用青春期阻斷剂者后来都决定继续接受賀爾蒙治疗。报告指出，对于出生时被指定为男性的青少年，过早服用阻断剂可能会因阴茎生长不足而导致阴道成形术更加難以施做。而青春期阻斷剂的好处之一是可以防止變聲和鬍鬚生長等不可逆变化。 

#### 賀爾蒙治疗
报告称，尽管成年跨性别者长期使用賀爾蒙治疗，但未成年的使用情况仍存在许多未知，包括缺乏對更年輕患者的長期隨訪數據和結果。文獻回顧使用改良版紐卡斯爾-渥太華量表檢視53项关于跨性别激素治疗的研究，结果发现只有1项研究品質较高、33项研究品質中等、19项研究品質低。
总体而言，報告发现一些证据表明賀爾蒙治疗可於12个月後改善心理结果，但发现关于身体风险和益处的证据不足且不一致。報告建议对未成年者开立賀爾蒙处方应有明确的临床需求。

#### 心理干預
文獻回顧使用混合方法评估工具评估10项关于跨性别未成年人心理支持干预效果的研究，结果只有1项研究品質中等，其余9项研究品質低。報告稱无法得出有力的结论，还需要更多的研究。
与賀爾蒙治疗相比，心理干预的证据“与内分泌治疗的研究一样薄弱”，但心理治疗的结果要么有益，要么没有变化。 

#### 臨床醫療途徑

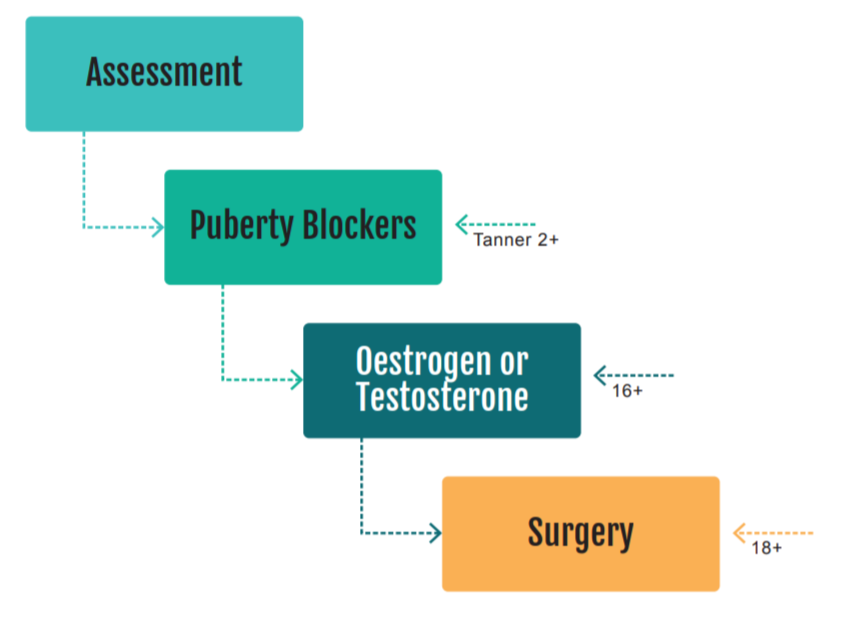
卡司報告對臨床醫療途徑之概述

报告称，临床医師无法确定哪些儿童和年轻人在成年后会拥有持久的跨性别身份，而且对于大多数人来说，医疗途径并不是最合适的。当临床表明需要采取医疗途径时，还应解决更广泛的心理健康或社会心理问题。由于缺乏后续跟踪，接受賀爾蒙治疗后变性成功的人数尚不清楚。 
卡斯评论试图与性别认同发展服务和國民保健署成人性别服务处合作，以補足約9,000名曾接受GIDS服務的年輕人隨訪數據中的空白，從而建立更強的證據基礎。然而，儘管獲得了國民保健署的鼓勵，「所需的合作仍未實現」  

#### 國際準則

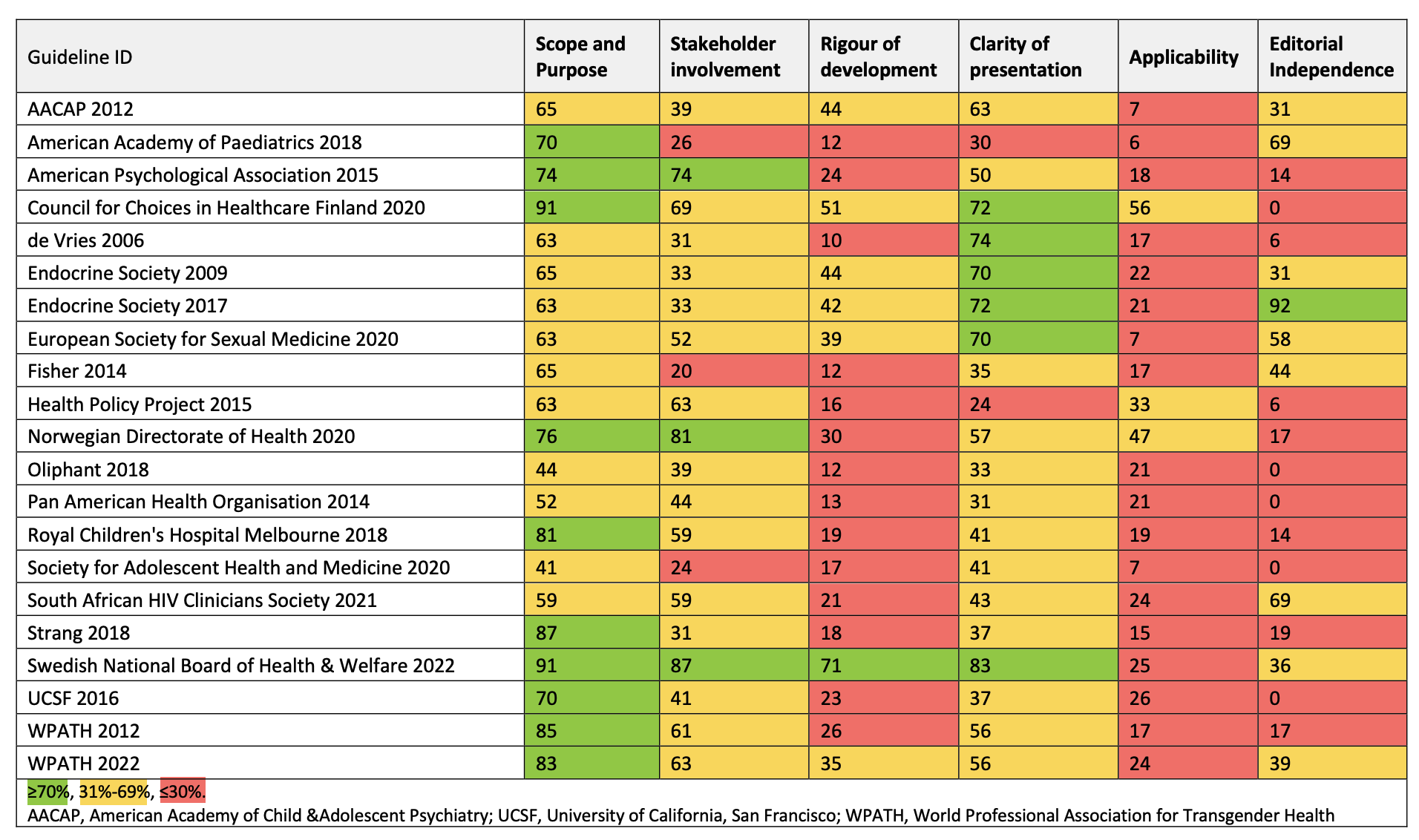
卡斯報告中針對各準則的評分

系統性文獻回顧评估了 23 项地区、国家和国际準則，涵盖了护理原则、评估方法和医疗干预等部分。多数準則被認為缺乏独立编辑及严谨地制定，且大多受2009年的內分泌學會指南與2012年世界跨性別健康專業協會的跨性別和多元性別族群的健康照護標準影响，这两项準則本身紧密相觀。卡斯報告质疑这些準則是否可靠，并認為没有任何一份关于跨性别护理的国际準則能完全适用于英格兰国民医疗服务体系。 

#### 矛盾的临床观点
报告发现，臨床醫生之間對於適當治療方法存在分歧，對護理的期望有時偏離臨床常規。报告称，“探索性”和“肯定性”在语言上的争议意味着很难建立中性术语。一些临床医生害怕與性別疑惑的年輕人一起工作。部分報導称，一些专业人士担心被指控从事迴轉治療，並同樣對禁止迴轉治療的立法感到憂慮。报告还指出，许多专业人士許多專業人士的工作被圍繞矯正性實踐的「無益的極化辯論」所影響。  
报告提出了32项建议，涵盖儿童和青少年评估、诊断、心理干预、社会转換、改善医疗和非医疗干预的证据基础、青春期阻斷剂和賀爾蒙治疗、服务改善、教育和培训、临床途径、变性和私人服务等领域。 

### 执行
英格蘭國民醫療服務體系針對該份報告做出回應，宣布因安全性或临床有效性证据不足，2024年3月起除臨床實驗外不再向未成年開立青春期阻斷劑。
塔維斯托克和波曼信託基金的性別認同發展服務於2024年3月關閉，並於4月由兩個新服務取代，這兩個新機構計劃作為八個區域中心的首批單位。這些中心將遵循新的服務規範，專注於「對呈現性別不一致的兒童和青少年的評估、診斷和治療」。英国国民保健署的青少年性别服务部门已不再常规提供青春期抑制賀爾蒙。 新患者若被評估為可能受益，將被要求參與由國家健康護理研究所設立的臨床試驗。由心理學家西蒙·維斯利擔任主席的新委員會將針對薄弱證據基礎的領域進行更多研究。
2024年8月7日，英國國民保健署發布公告，當中包括被考慮需要專科性別服務的青少年的新轉診規範。其中一項建議是，考慮進行社會性別轉換的青少年應迅速接受具備相關經驗的臨床專業人員評估。公告還指出目前沒有針對去性別轉換的明確臨床路徑，將計畫在10月前進行討論。
針對「青春期抑制賀爾蒙對兒童和青少年的潛在益處和風險」的臨床試驗原定於2024年底開始，但目前已推遲至2025年初。

## 各界回應

### 英国政黨與公共機構
时任保守党黨魁暨英國首相里希·苏纳克表示，研究结果凸显对儿童和青少年性别护理采取谨慎态度的必要性。保守党在2024年英國大選中承诺將实施卡斯報告中的建议。
时任工党影子卫生大臣韦斯·斯特里廷稱卡斯最终报告將成為性别认同服务的轉折點，并承诺工党将全面实施报告中的建议。影子内政大臣伊薇特·古柏受访时表示，工党致力于执行其所有建议。
英格兰和威尔士绿党認為卡斯報告是改善儿少医疗保健进程的重要一步，但同时也稱部分人士對報告存有擔憂，特別是關於在接受私人醫療後獲取國民醫療服務的問題、數據納入與排除的相關問題，以及研究人員可能存在利益衝突的質疑。 
非政府部門公共機構平等與人權委員會发表声明，称其为“重要里程碑”，并呼吁所有服务提供商全面实施報告中的建议。 

### 構成國
蘇格蘭政府表示將「花時間仔細考慮調查結果」，蘇格蘭首席部長暨苏格兰民族党领袖洪姆扎·尤薩夫表示，苏格兰政府将与卫生当局讨论卡斯报告，但是否实施将交由临床医生决定。
威爾斯議會最初投票反对威爾斯保守黨影子社会公正大臣提出要求全面接受卡斯報告之动议。随后议会一致通过一项修正议案，指出“英国国民医疗服务体系得出结论，没有足够证据支持青春期抑制賀爾蒙在治疗儿童和青少年性别不安的安全或临床有效性”以及“威尔斯政府将继续制定针对学校的跨性别指导，同时考虑到卡斯報告和利害關係人的意见”。 
2024年8月，北愛爾蘭行政院援引卡斯報告，同意將禁止青春期抑制激素的私人銷售和供應的規定擴展至北愛爾蘭。除北愛爾蘭聯盟黨外，执政委员会中的所有党派都支持这一决定。 

### 醫學機關
英國心理學會表示，他表示支持「報告以擴大全國服務量能為主要重點」，並承認心理治療雖將繼續在新服務中發揮重要作用，但需進一步評估這些心理干預的有效性。鉴于该議題的复杂和争议，學會主席主席 Roman Raczka 称赞该审查“透彻而敏感”。
英国皇家精神病学院强烈同意報告中一些建议，他們支持以整體和以個人為中心的方式提供服務，並進一步研究以改善治療方案的證據基礎。学院表示，部分跨性別成員和跨性別社群對等待研究期間治療的可用性表示擔憂，並認為報告在某些領域（如社會性別轉換及跨性別身份數量增加的可能解釋）採取假設，而對治療方式則採取了更為決定性的表述。他們呼籲直接而全面地涉及有相關經驗的個體。
英國皇家兒科與兒童健康學院表示将全面审查報告中的建议，並指出數據顯示兒科醫師和全科醫師對支持此患者群體缺乏信心，學院承诺會以培训解决。學院主席Steve Turner 对卡斯及其团队的艰巨任务表示感谢，并表示他们会考虑报告的建议。2024年8月，學院承认学术界对卡斯報告提出了批评，并呼吁暂停实施其中的建议。学术界认为这是一种倒退，更加拖延了本来就等待时间难以接受的治疗。學院表示，雖需考慮「任何選定方法的潛在批評」，但首要目標是「為這一群體提供及時、全面和高品質的照護」。
英國皇家全科醫師學會于2024年7月更新其有關全科医生在跨性別護理中的角色的立場聲明。學會建议全科醫師不應在临床试验以外開立青春期阻斷劑給未成年，而性別肯定賀爾蒙的处方应由專科醫師開立。 學會表示將全面實施卡斯審查報告的建議，特別強調針對17至25歲群體的服務建議，指出某些其他領域正向0至25歲的服務模式轉型以提升護理連續性，並需考慮向去性別轉換者提供額外服務。 
英國皇家醫學院发表声明支持报告中的建议，認為更多地推測只會帶來更多的分化，呼籲將重點放在實施報告中的建議。 
英國醫學會最初呼籲暫停報告實施，並計劃在2025年1月前完成一項評估。此舉引發部分醫生的反對，其中超過1,500名醫生聯名致信BMA，指其評估計劃毫無意義。2024年9月，理事会以投票决定在完成自身评估前保持中立。
2024年4月，英國性別認同專家協會表示对卡斯報告部分内容及其潜在影响深感不安。12月，協會对英国政府禁止未成年使用青春期阻斷劑感到失望。稱報告中发现，青春期阻斷劑在特定情况下具有明確的益處，這與立法禁令不符。
英國LGBTQ+醫生與牙醫協會表示，卡斯報告的32项建议中，協會支持其中15项、有條件支持另14项、無法支持2項，並對1項保持中立。協會未批评或评价報告研究的方法，僅表示協會没有足够的专业知识来公正地进行评估。